# Walenty Masłowski
Walenty Masłowski herbu Samson (zm. po 1596 roku) – poseł na sejm parczewski 1564 roku z województwa sieradzkiego.
Studiował w Wittenberdze w 1561 roku, Lipsku, Tybindze w 1563 roku.